# Andover (New Jersey)
Andover – miasto w Stanach Zjednoczonych, w stanie New Jersey, w hrabstwie Sussex. W 2000 miasto zamieszkiwało 658 osób.